# Болетовые (порядок)
Болетовые (лат. Boletales) — порядок грибов класса агарикомицеты (Agaricomycetes) — включает подпорядки болетовые (Boletaceae), кониофоровые (Coniophorineae), склеродермовые (Sclerodermatineae), маслёнковые (Suillineae) и тапинелловые (Tapinellineae). Болетовые включает более 1300 видов. Болетовые — самые известные представители порядка.

## Таксономия
Ранее в порядок включались только трубчатые грибы с мягкой мякотью — болеты, но после молекулярных исследований в порядок были включены и некоторые пластинчатые грибы (например, мокруховые и свинушковые) и грибы с глебальным гименофором (ложнодождевиковые и ризопогоновые).

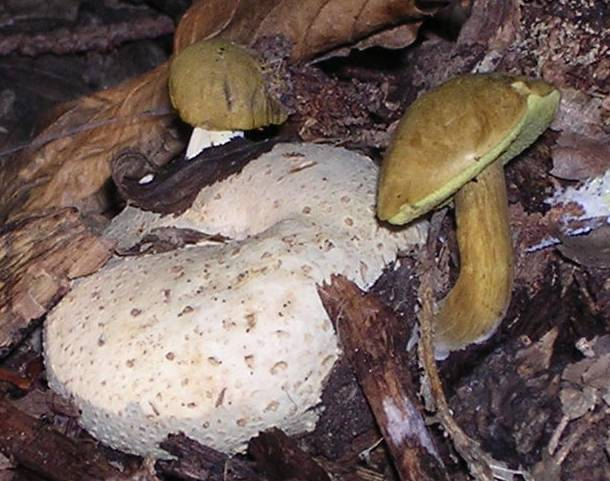
Моховик паразитный

## Экология
Подавляющее большинство болетовых — микоризообразующие грибы. Некоторые виды являются паразитами — например, некоторые мокруховые паразитируют на маслёнковых, моховик паразитный паразитирует на ложнодождевиковых. 

## Семейства
| Подпорядок        | Латинское научное название | Русское название  |
| ----------------- | -------------------------- | ----------------- |
| Boletaceae        | Boletaceae                 | Болетовые         |
| Sclerodermatineae | Boletinellaceae            | Болетинелловые    |
| Coniophorineae    | Coniophoraceae             | Кониофоровые      |
| Boletineae        | Diplocystaceae             | Диплоцистовые     |
| Suillineae        | Gomphidiaceae              | Мокруховые        |
| Sclerodermatineae | Gyroporaceae               | Гиропоровые       |
| Coniophorineae    | Hygrophoropsidaceae        | Гигрофоропсисовые |
| incertae sedis    | Melanogastraceae           | Меланогастеровые  |
| Boletineae        | Octavianiaceae             | Октавианиевые     |
| Paxillineae       | Paxillaceae                | Свинушковые       |
| Suillineae        | Rhizopogonaceae            | Ризопогоновые     |
| Sclerodermatineae | Sclerodermataceae          | Ложнодождевиковые |
| Coniophorineae    | Serpulaceae                | Серпуловые        |
| incertae sedis    | Stephanosporaceae          | Стефаноспоровые   |
| Suillineae        | Suillaceae                 | Маслёнковые       |
| Tapinellineae     | Tapinellaceae              | Тапинелловые      |